# 东京工艺大学
东京工艺大学（英語：Tokyo Polytechnic University）位于日本东京都中野区本町二丁目，为私立大学，1923年设置，大学简称工艺大、写大。

## 沿革
- 1923年4月，小西写真专门学校在东京府丰多摩郡（现在的东京都涩谷区本钉）开办。
- 1926年3月，东京写真专门学校改称。
- 1944年4月，东京写真工业专门学校改称。
- 1950年4月，新学制颁布，东京写真短期大学在东京都中野区本钉二丁目开办（写真技术科·写真工学科开设）。
- 1962年4月，写真印刷科増设。
- 1966年4月，神奈川县厚木市的东京写真大学工学部开设（写真工学科·印刷工学科开设）、东京写真短期大学改称东京写真大学短期大学部。
- 1967年4月，短期大学部写真工学科改称写真应用科。
- 1973年4月，工学部-工业化学科开设。
- 1974年4月，工学部-建筑学科开设。
- 1976年4月，工学部印刷工学科变更画像工学科、工学部-电子工学科开设、短期大学部写真印刷科变更画像技术科。
- 1977年4月，大学名东京工艺大学之改称、东京写真大学短期大学部改称东京工艺大学短期大学部。
- 1978年4月，大学院工学研究科修士课程（画像工学专攻、工业化学专攻）开设。
- 1982年4月，东京工艺大学女子短期大学部（秘书科）开设。
- 1990年4月，大学院工学研究科修士课程建筑学专攻、电子工学专攻开设。
- 1993年4月，工学部写真工学科-光工学科改组。
- 1994年4月，艺术学部（写真学科·映像学科）开设、大学院工学研究科博士课程（工业化学专攻·电子工学专攻）开设、短期大学部4年制移除。
- 1997年4月，大学院工学研究科修士课程-光工学专攻开设。1997年8月 东京工艺大学短期大学部废止。
- 1998年4月，大学院艺术学研究科修士课程开设、艺术别科写真技术专修开设。
- 1999年4月，工学部工业化学科之名称变更应用化学科。
- 2000年4月，大学院艺术学研究科博士课程开设、工学部电子工学科之名称变更电子情报工学科。
- 2001年4月，大学院工学研究科博士课程-建筑学专攻増设、艺术学部表现学科开设。
- 2023年，大学成立100周年[1]。

## 院系

### 工学部
- 画像学科
- 生命环境化学科
- 建筑学科
- 电子应用学科
- 电子机械学科

### 艺术学部
- 写真学科
- 映像学科

### 大学院
- 工学研究科
- 艺术学研究科

## 校区
- 中野校区（艺术学部）
- 厚木校区（工学部）